# Danasvej
Danasvej er en todelt gade på Frederiksberg i København, der går fra Kampmannsgade-dæmningen til Vodroffsvej og igen fra Svend Trøsts Vej til H.C. Ørsteds Vej. Stykket imellem de to dele hedder Danas Plads, men der er fortløbende husnumre hele vejen fra Kampmannsgade-dæmningen til H.C. Ørsteds Vej. Trafikken er også gennemgående med buslinje 37 og supercykelstien C99 Albertslundruten.

## Historie
Regimentskvartermester Georg Julius Wodroff erhvervede en stykke jord i området i 1698 og anlagde etablerede vandmøllen Vodroffgård, hvor Ladegårdsåen løb ud i Søerne. Det var oprindeligt en klædemølle, men den blev snart benyttet til andre formål. I 1702 fik han et 12-årigt monopol på produktion af perlegryn og snustobak samt en slibe- og polermølle i tre mils afstand fra København. Fra 1733 blev Vodroffgård benyttet til produktion af sejl til den danske flåde.
Hartvig Marcus Frisch, der var direktør for Den Kongelige Grønlandske Handel ejede stedet fra 1794 til 1803. Han indstillede industriaktiviteterne og begyndte at bruge ejendommen udelukkende som et landsted. I 1803 blev Vodroffgård erhvervet af Carl Ludvig Zinn, der imidlertid døde i 1808. Efter hans enkes død i 1847 overgik ejendommen til deres datter Emilie Augusta Zinn og hendes mand Niels Wolff.
Niels Wolff døde i 1862. Inden da var der blevet bygget huse til tre af hans børn på den østlige side af Vodroffsvej i 1853-1855. Den nordligste af husene ved Emilievej 6 gik til hans datter Christine Marie Wolff, der havde giftet sig med officeren Peter Gottfred Ramm få år før. Vodroffgård blev omdannet til forlystelsesstedet Vodroffslund i 1868. Den vestlige del af den nuværende Danasvej fra H.C. Ørsteds Vej til Svend Trøsts vej blev anlagt i 1869 under navnet Bernstorffsvej. På den nordlige side anlagdes en blikvarefabrik, den senere Carl Lunds Fabrikker, i 1871. En af de gamle fabriksbygninger huser nu Biblioteket Danasvej.
Omkring 1880 udstykkede Ramm ejendommen og anlagde flere nye gader på den. Ramm støttede skandinavismen og kaldte de tre af dem for Danasvej, Sveasvej og Norsvej efter Danmark, Sverige og Norge. To andre gader blev kaldt for Margrethevej og Fillipavej efter to dronninger fra Kalmarunionen. Margrethevej blev dog omdøbt til Suomivej efter Finland i 1918. En af de første bygninger på Danasvej var en villa (nr. 8, senere nr. 1), der blev opført efter tegninger af Thorvald Bindesbøll for maleren Vilhelm Kyhn. Han drev en tegne- og malerskole for kvinder på første sal, mens hans eget atelier lå i haven.
I 1880 opførtes Josephine Schneiders Børnehjem på hjørnet af Danasvej og Vodroffsvej, efter at det var begyndt under mindre forhold på Vodroffsvej 20 i 1874. Bygningen brændte i 1920 men blev genopført. Børnehjemmet flyttede til Peter Rørdams Vej på Bispebjerg i 1928. I 1946 flyttede Hassings Forlag og Trykkeri ind i bygningen, der sidenhen er kendt som Hassinghus. Fra 1983 til 2015 var bygningen hovedsæde for Dansk El-forbund. I 2015-2017 blev de hidtidige kontorer ombygget til lejligheder. Udadtil fremstår den som en klassisk palæejendom med mange detaljer og store vinduespartier.
Danasvej og Bernstorffsvej blev forbundet, da bebyggelsen omkring den nye Vodroffs Plads blev opført i 1906-1907. I 1927 besluttede Frederiksbergs kommunalbestyrelse at omdøbe Bernstorffsvej til Danasvej. I 1934 blev Vodroffs Plads tilsvarende omdøbt til Danas Plads.